# Kolej aglomeracyjna w Oslo

Plan sieci SKM

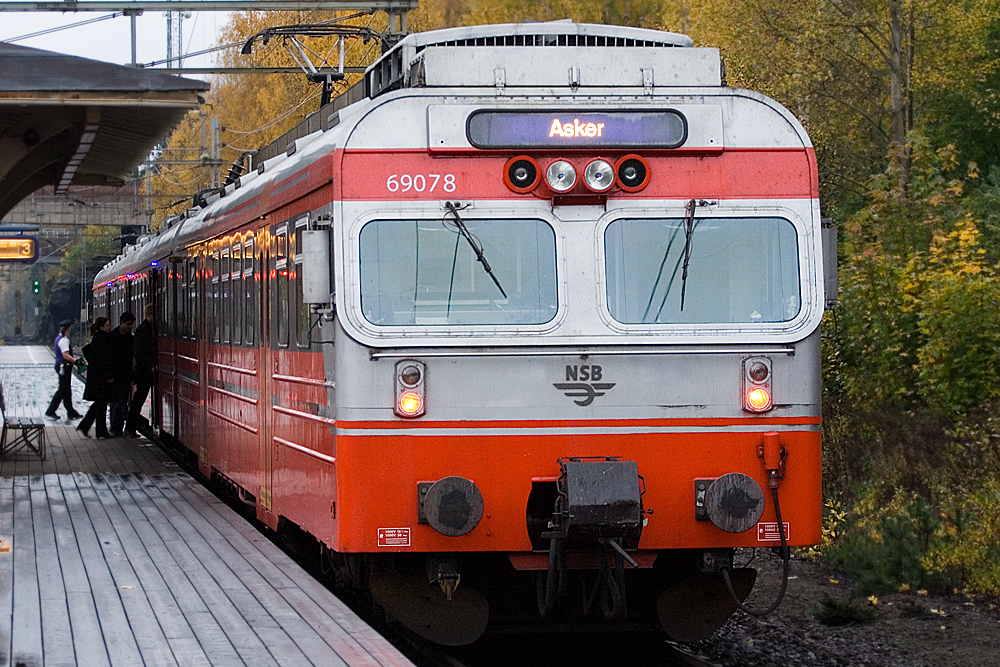
Jednostka typu class 69

Kolej aglomeracyjna w Oslo (norw. NSB Lokaltog Østlandet) - kolej aglomeracyjna w Oslo, w Norwegii, łącząca stolicę kraju z sześcioma powiatami we wschodniej części kraju. Operatorem są norweskie koleje państwowe. Długość sieci wynosi 553 km. Sieć składa się z 8 linii, z czego dwie funkcjonują wyłącznie w granicach administracyjnych Oslo. Wszystkie trasy są wytyczone na istniejących liniach kolejowych wykorzystywanych przez połączenia dalekobieżne. Kolej jest zelektryfikowana, choć na odcinkach oddalonych od Oslo dominują linie jednotorowe.

## Historia
Pierwsze połączenie kolejowe w Norwegii zostało oddane od użytku w roku 1854 z Oslo do położonego 58 km na północ Eidsvold. Sieć rozwijała się głównie na południu kraju i w aglomeracji Oslo, gdzie duże znaczenie miały pociągi lokalne; w latach 60 co piąty Norweg mieszkał w aglomeracji Oslo. Tylko w roku 1964 2/3 podróży kolejowych w Norwegii odbyto w aglomeracji stołecznej. W latach 60, wprowadzono nową generację pociągów, klasy 69. W 1980 otwarto tunel na linii do Drammen a w 1986 oddano do użytku 19-peronowy dworzec centralny w Oslo, obsługujący zarówno ruch dalekobieżny jak i aglomeracyjny.

## Sieć
Całkowita długość sieci wynosi 553 km i obsługuje 128 stacji i przystanków w Oslo i okolicach. Jedynie część linii jest dwutorowa. Głównym punktem sieci jest dworzec centralny w Oslo; wszystkie pociągi sieci albo kończą tu swój bieg, albo przejeżdżają przez tę stację. Trzon SKM stanowi średnica Askerbanen - Gardemorbanen w układzie wschód - zachód, którą przebiegają linie 400, 450 i 550.  Jedynie linia 400 korzysta ze starszych tras - Drammenbanen, a następnie, po minięciu Oslo S, z linii Hovedbanen. W kierunku południowym biegną trasy na liniach prowadzących do granicy szwedzko-norweskiej Østfoldbanen i Østfoldbanens østre linje. Korzystają z nich linie 500, 550 i 560.
Częstotliwość połączeń waha się na poszczególnych liniach od pół godziny do godziny poza szczytem, jedynie bardziej oddalone od Oslo odcinki, jak np. Hakadal - Gjøvik, są obsługiwane połączeniami w takcie dwugodzinnym. Na większości linii przeważają przystanki bezobsługowe, większe stacje służą głównie przesiadkom z kolei podmiejskiej na dalekobieżną. Poza wsiadającymi na tych stacjach podróżni odprawiani są w pociągu. Na większych przystankach są dostępne automaty biletowe.

## Linie
| Nazwa linii | Stacje |
| --- | --- |
| 300 | |
| Askerbanen | Skøyen – Nationaltheatret – Oslo Sentralstasjon |
| Gjøvikbanen | Tøyen – Grefsen – Nydalen – Kjelsås – Snippen – Movatn – Nittedal – Åneby – Varingskollen – Hakadal – Stryken – Harestua – Furumo – Grua – Roa – Lunner – Gran – Jaren – Bleiken – Eina – Reinsvoll – Raufoss – Gjøvik |
| Pociągi linii 300 odjeżdżają co pół godziny; część pociągów nie zatrzymuje się na wszystkich stacjach                           | |
| 400 | |
| Drammenbanen | Gulskogen – Drammen – Brakerøya – Lier – Asker – Høn – Vakås – Hvalstad – Billingstad – Slependen – Sandvika – Blommenholm – Høvik – Stabekk – Lysaker – Skøyen – Nationaltheatret – Oslo Sentralstasjon               |
| Hovedbanen | Bryn – Alna – Nyland – Grorud – Haugenstua – Høybråten – Lørenskog – Hanaborg – Fjellhamar – Strømmen – Sagdalen – Lillestrøm                                                                                          |
| Pociągi linii 400 odjeżdżają co pół godziny                                                                                     | |
| 440 | |
| Askerbanen | Drammen – Brakerøya – Lier – Asker – Lysaker – Skøyen – Nationaltheatret – Oslo Sentralstasjon |
| Hovedbanen | Lillestrøm – Leirsund – Frogner – Lindeberg – Kløfta – Jessheim – Nordby – Hauerseter – Dal |
| Pociągi linii 440 odjeżdżają co godzinę                                                                                         | |
| 450 | |
| Sørlandsbanen | Kongsberg – Skollenborg – Darbu – Vestfossen – Hokksund – Steinberg – Mjøndalen – Gulskogen – Drammen |
| Askerbanen | Brakerøya – Lier – Asker – Lysaker – Skøyen – Nationaltheatret – Oslo Sentralstasjon |
| Gardermobanen | Lillestrøm – Gardermoen – Eidsvoll Verk – Eidsvoll |
| Pociągi linii 450 odjeżdżają co godzinę                                                                                         | |
| 460 | |
| Gardermobanen | Skøyen – Nationaltheatret – Oslo Sentralstasjon – Lillestrøm |
| Kongsvingerbanen | Tuen – Nerdrum – Fetsund – Svingen – Sørumsand – Blaker – Rånåsfoss – Auli – Haga – Bodung – Årnes – Seterstøa – Disenå – Skarnes – Sander – Galterud – Kongsvinger –                                                  |
| Pociągi linii 460 odjeżdżają co pół godziny w szczycie i co godzinę poza godzinami szczytu                                      | |
| 500 | |
| Askerbanen | Skøyen – Nationaltheatret – Oslo Sentralstasjon |
| Østfoldbanen | Nordstrand – Ljan – Hauketo – Holmlia – Rosenholm – Kolbotn – Solbråtan – Myrvoll – Greverud – Oppegård – Vevelstad – Langhus – Ski                                                                                    |
| Pociągi linii 500 odjeżdżają co pół godziny; część pociągów w godzinach poza szczytem nie zatrzymuje się na wszystkich stacjach | |
| 550 | |
| Spikkestadlinjen | Spikkestad – Åsåker – Røyken – Hallenskog – Heggedal – Gullhella – Bondivann |
| Askerbanen | Asker – Sandvika – Lysaker – Skøyen – Nationaltheatret – Oslo Sentralstasjon |
| Østfoldbanen | Kolbotn – Ski – Ås – Vestby – Sonsveien – Kambo – Moss |
| Pociągi linii 550 odjeżdżają co pół godziny w szczycie i co godzinę poza szczytem                                               | |
| 560 | |
| Askerbanen | Lysaker – Skøyen – Nationaltheatret – Oslo Sentralstasjon |
| Østfoldbanens østre linje | Holmlia – Ski – Drømtorp – Kråkstad – Langli – Skotbu – Tomter – Knapstad – Spydeberg – Langnes – Askim – Askim Næringspark – Slitu – Mysen – Eidsberg – Heia – Rakkestad                                              |
| Pociągi linii 560 odjeżdżają co godzinę. Między Oslo a Ski zatrzymują się tylko w Holmlii                                       | |